# Johan Bartholdy

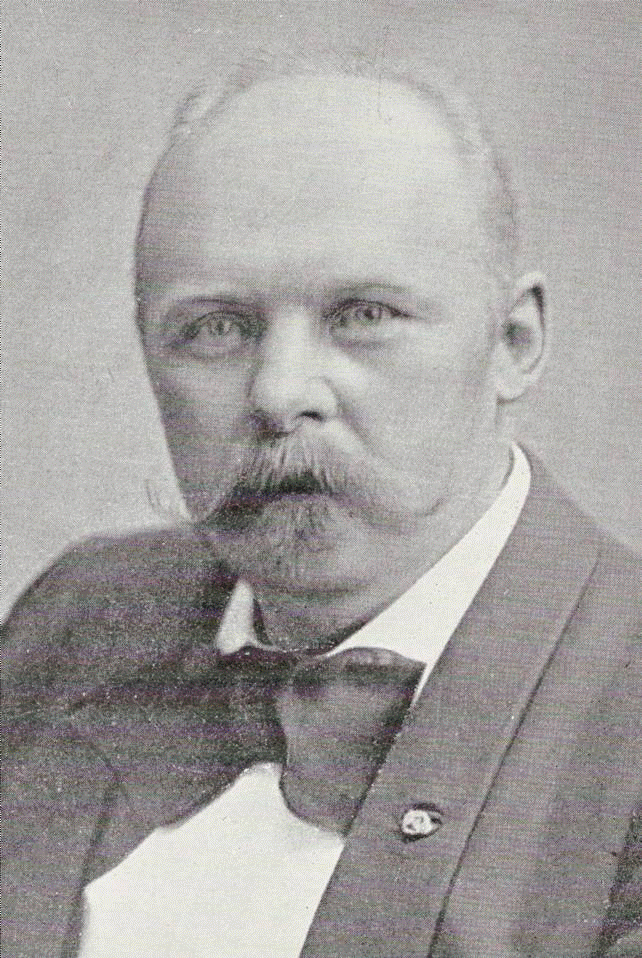
Johan Bartholdy.

Conrad Johan Bartholdy, född 12 mars 1853, död 6 december 1904, var en dansk musiker.
Bartholdy var dirigent för studentsångföreningen i Köpenhamn under många år och skrev operetten Svinedrengen (1866), samt operorna Loreley (1887) och Dyveke (1899). Bartholdy utgav även några skrifter i musikteori.